# ۳۰۵ (قمری)
۳۰۵ (قمری)، سیصد و پنجمین سال در گاهشماری هجری قمری است. اول محرم این سال برابر با بیست و نهم ژوئن سال ۹۱۷ میلادی است.

## درگذشتگان
- راتبه نیشابوری شاعر و موسیقیدان ایرانی